# Сергино (Ханты-Мансийский автономный округ)
Сергино — посёлок в Октябрьском районе Ханты-Мансийского автономного округа — Югры Российской Федерации). Административный центр сельского поселения Сергино. В посёлке находится железнодорожная станция Сергино на линии Ивдель — Приобье.

## География
Расположен в левобережье Оби в 8 км к югу от Приобья и в 35 км к северу от Нягани на 347 км железной дороги Ивдель-Приобье..
Отдалённый микрорайон — городок Ламский ЛПХ находится на протоке Каремпосл.

### Климат
Климат резко континентальный, зима суровая, с сильными ветрами и метелями, продолжающаяся семь месяцев. Лето относительно тёплое, но быстротечное.

## Население
| 2010  | 2012  | 2013  | 2014  | 2015  | 2016  | 2017  |
| ----- | ----- | ----- | ----- | ----- | ----- | ----- |
| 1708  | ↗1725 | ↘1679 | ↘1678 | ↗1685 | ↗1707 | ↘1684 |
| 2018  | 2019  | 2020  | 2021  |       |       |       |
| ↘1683 | ↘1655 | ↘1640 | ↗1722 |       |       |       |

## Инфраструктура
Сергинская школа им. Героя Советского Союза Н. И. Сирина
Фельдшерско-акушерский пункт в мкр. Ламский п. Сергино
Леспромхоз.

## Транспорт
Речной транспорт (при открытии навигации).
Вертолётное сообщение:
- «Сергино – Октябрьское – Сергино»;
- «Сергино – Нижние Нарыкары – Сергино»;
- «Сергино – Перегребное – Сергино».
- Межмуниципальный рейс «Ханты-Мансийск – Сергино – Ханты-Мансийск»[14].

Железнодорожный транспорт. 